# 훈도시
훈도시(褌)는 일본의 성인 남성과 여성 남성
이 입는 전통 속옷으로, 면 재질로 되어 있다. 현대에는 서양식 팬티가 보급되어 구시대의 유물로 전략하였으며, 마쓰리와 같은 축제에 수영복으로 사용되는 경우가 가끔 있다. 로쿠샤쿠(6척), 쿠로네코, 모코, 에츄 등의 종류가 있다.

## 같이 보기
- 로인클로스